# HMS Agincourt (1913)
HMS Agincourt var et Dreadnought-slagskib bygget i de tidlige 1910'ere. Skibet blev oprindelig bygget til Brasilien, som solgte det til det Osmanniske Rige, hvor det blev omdøbt til Sultan Osman I. Skibet var næsten færdigombygget, da 1. verdenskrig brød ud, og det britiske admiralitets frygt for en tysk-osmannisk alliance førte til skibets beslaglæggelse til brug for den engelske flåde (sammen med et andet osmannisk slagskib, som blev bygget i Storbritannien).
| Skib | Spire Denne artikel om skibe eller både er en spire som bør udbygges. Du er velkommen til at hjælpe Wikipedia ved at udvide den. |